# Torsdrapan
Torsdrapan eller Torsdråpa (fornnordiska: Þórsdrápa) är ett kväde (se drapa) av den isländske skalden Eilífr Guðrúnarson, återgiven i 19 sammanhängande strofer i Snorre Sturlassons Edda. Kvädet hör till fragment av en dikt skriven till Håkon Sigurdsson. Den är skriven på drottkvätt och skildrar Tors besök hos jätten Geirröd. Historien finns även återberättad i prosa form i Eddan där Snorre citerar två strofer, men lämnar ute Tjalve ur handlingen. Därför har vissa velat se det som att Snorre lade till dikten i sin Edda senare, eller att rent av en annan författare lagt till dikten.

## En hednisk dikt?
Torsdrapan är förmodligen den norröna skaldekonstens mest gåtfulla dikt. Man har brukat tolka den som uttryck för en hednisk kraftsamling kort före det isländska alltingsbeslutet år 1000, då kristendomen antogs som officiell religion. Ohlmarks kallar dikten "senhedendomens stora monument över Tor och tron på honom; ett mästerverk av must och färg och hednisk fromhet", och tillägger att vi genom denna dikt "för en sällsynt gångs skull kommer ända in till märgen av det hedna troslivets kärna". Jan de Vries ser det som ett mirakel att en så urhednisk dikt, trots mer än två århundraden av kristet styre, kunnat överleva så länge att den på 1200-talet kunnat nedtecknas i Snorres skrivarverkstad. Om dikten tillkommit kort före tusenårsskiftet (vilket allmänt brukar antas), bör den ses mot bakgrund av den aggressiva kristna missionsverksamheten på ön. Asgårds försvarare, Tor, var den gud som i slutkampen oftast spelades ut mot den inträngande främlingen Vite Krist. Om antagandet är riktigt att Eilif Gudrunsson var blotgodeson från Skagastrand, är det också möjligt att han nu hade övertagit faderns roll som gode. I så fall kan det ha varit hans plikt att stå upp till sin tros försvar. En lång rad andra skaldekunniga godar och gydjor gjorde vid denna tid detsamma.
Hur lång Torsdrapan ursprungligen har varit vet ingen. Det som nu finns kvar, och som har bevarats i Skáldskaparmál, är 19 drottkvättstrofer och två helmingar. Diktens gåtfullhet hänger framför allt samman med den rebusartade kenningstilen, som här drivs nästan in absurdum. Kenningarna är oftast flerledade, det vill säga bild staplas på bild som staplas på bild. Detta ger ett massivt intryck som i hög grad påminner om barockens stilideal. Drapan skildrar hur Tor, under våldsam kamp mot naturkrafter och kaosmakter, uppsöker jätten Geirröd på dennes gård, och med sina asakrafter till sist lyckas förinta både jätten och dennes hemska döttrar. Denna Torsmyt har varit populär i senhednisk tid; en prosaskildring av samma myt men med något avvikande detaljer, finns också i Snorres Edda. Men Torsdrapan har en sällsam dubbelhet. Å ena sidan är den hållen i en mycket högstämd stil, å andra sidan är det anmärkningsvärt, som redan Finnur Jónsson påpekade, hur själva Torsgestalten, framför allt i de gåtfulla kenningarna, avmytologiseras och förmänskligas. Ohlmarks tolkar detta på följande sätt: "Eilif är ingalunda blind för (...) Tors mänskliga fel: han är lättlurad i sin sveklösa godtrogenhet, han är så övermodig att han håller på att gå under, (...) Men insikten om dessa karaktärsdrag snarast ökar skaldens kärlek till föremålet, guden kommer med sina mänskliga svagheter sin mänsklige dyrkare närmare."
Kanske är det detta som är Torsdrapans kärna: Hur ynklig Tor än kan te sig i mycket som har berättats om honom, så är hans seger viss. Hans asamakt växer från jorden ända upp i Himmelen (til salþaks svíra).

## En kristen parodi?
Hallvard Lie, Norges främste expert på skaldepoesi, menar dock att dikten är alltför absurd för att tas på allvar. De bilder som frammanas av de långa, flerledade kenningarna "ligger vid det skaldiska omskrivningssystemets yttersta gräns", och tycks "i många fall också överskrida gränsen". Då kan det knappast, enligt Lie, röra sig om äkta, religiöst motiverad dikt. "Den frågan tränger sig på om inte Torsdrapan som helhet blir mest begriplig (...) om man helt enkelt ser dikten som ett konstnärligt kamouflerat persiflage [hån], skapat av en skald som har vänt hinn forni siðr [=asatron] ryggen för gott." Torsdrapan skulle med andra ord vara en kristen parodi på den gamle asaguden.
Också denna tolkning är rimlig, och Lie har åtskilliga argument till dess försvar.
Problemet är att vi inte känner Eilifs samtid så väl att vi exakt kan avgöra var gränsen gick mellan det sublima och det löjliga. De som lyssnade till Eilifs kväden hade säkerligen en högt uppdriven förmåga att tolka kenningar — Eilif drev bara systemet till sin yttersta spets, och tillgrep allt djärvare bilder. Hur samtiden kan ha uppfattat detta är nästintill omöjligt att veta. Hallvard Lie var naturligtvis medveten om denna svårighet, och erkände också att problemet är olösligt.
Det kan dock tilläggas att man under hednisk tid inte nödvändigtvis såg något blasfemiskt i att framhäva gudarnas svagheter, bara gudarna ändå i slutändan kom att triumfera. Myterna ger rikhaltiga exempel på detta.